# Aïn Naga
Aïn Naga est une commune de la wilaya de Biskra en Algérie.

## Histoire
Aïn Naga est un territoire de la tribu du Zab Chergui délimité par arrêté du 21 septembre 1906 et érigé en douar.